# (466527) 2014 QN438
(466527) 2014 QN438 es un asteroide perteneciente al cinturón de asteroides, descubierto el 13 de noviembre de 2007 por el equipo Spacewatch desde el Observatorio Nacional de Kitt Peak (Arizona, Estados Unidos).